# Турлайс, Дайнис
Да́йнис Ту́рлайс (латыш. Dainis Turlais, род. 24 ноября 1950, Мадона, Латвийская ССР, СССР) — латвийский политик и военный. Первый командующий Национальными вооружёнными силами после их восстановления в Латвийской Республике. Полковник Латвийской армии. В 2019 году короткое время мэр Риги.

## Биография
Родился в Мадоне.
Окончив школу им. Виестура в Валмиере, в 1969 г. был призван в Советскую армию.
По окончании срочной службы поступил в Ленинградское общевойсковое командное училище, на факультет физической подготовки.
Служил в оперативном отделе 3-й Ударной армии, в Группе советских войск в Германии.
В 1985 году окончил Военную академию имени М. В. Фрунзе.
С 1985 года по 1989 год служил начальником оперативного отдела 40-й армии в Афганистане. Командующий армией называл его «талисманом удачи», так как планировавшиеся под руководством Турлайса воинские операции обходились практически без жертв. Турлайс также планировал вывод советских войск из Афганистана. Покидал страну в числе последних, 15 февраля 1989 года, в составе штабной группы во главе с командующим армией генералом Б.Громовым.
Затем Д.Турлайс служил в Прикарпатском военном округе, учился в Академии генерального штаба.
Имеет государственные награды за безупречную службу и боевые.
После августовского путча написал постоянному представителю Латвийской ССР в России Янису Петерсу заявление о желании служить Латвии. В декабре 1991 года вернулся на родину и в 1992 году был выдвинут на пост командующего Силами обороны Латвии (с 1994 года — Национальные вооруженные силы Латвии).
В 1992 году был назначен в делегацию Латвии по переговорам о выводе российских войск как военный специалист. Вывод войск трактовался как «деоккупация» территории Латвии, занятой в 1940 году Советским Союзом в нарушение Мирного договора 1920 года. Латвийская делегация требовала выезда всех лиц, оказавшихся на её территории после 1940 года, называя их «оккупантами» или «членами семей оккупантов», принимая дискриминационное законодательство с целью выдавливания из страны русскоязычного населения.
После отставки в чине полковника в 1994 году некоторое время работал советником президента Латвии Гунтиса Улманиса по вопросам обороны.

## Политическая деятельность
В 1995 году избран депутатом VI Сейма от Демократической партии «Саймниекс» (ДПС) по Видземскому избирательному округу, когда эта партия получила большинство голосов.
При создании правительственной коалиции занял пост министра внутренних дел в первом правительстве Андриса Шкеле в 1995 году. Сохранил пост в следующем правительстве Андриса Шкеле, однако в июле 1997 года подал в отставку после Талсинской трагедии, когда во время показательных выступлений Пожарно-спасательной службы МВД Латвии погибло 8 детей. Свои действия он объяснил моральными соображениями.
В 1998 году Турлайс неудачно баллотировался в VII Cейм от Демократической партии «Саймниекс». После утверждения правительства Вилиса Криштопанса в декабре 1998 года стал советником премьер-министра по вопросам обороны и внутренних дел.
В 1999—2000 гг. — член партии «Латвийский путь».
В 2001 году Турлайс выступил против участия НВС Латвии в операции НАТО в Афганистане.
В 2001 году создал центристскую предпринимательскую партию Mūsu Latvija, с которой планировал выдвигаться на выборах в самоуправления, однако это намерение не удалось реализовать, так как в партии не набралось требуемых для регистрации 200 граждан Латвии: при её численном составе свыше 400 человек большинство составляли неграждане. Партия декларировала намерение сотрудничать с соседями, особенно с Россией, используя для этого выгодное геополитическое положение Латвии. Она поддерживала вступление страны в ЕС, однако не была уверена в необходимости вступать в НАТО ввиду того, что это потребует больших расходов на военные нужды, которые Латвия по бедности не может себе позволить. На учредительном конгрессе Турлайс критиковал существующую власть, при которой в стране распространились коррупция и бедность. Общество очевидно расслоилось на очень богатых и нищих, отметил Турлайс.
В 2002 году Дайнис Турлайс вступил в Партию народного согласия и был избран в VIII Cейм от списка объединения ЗаПЧЕЛ. После разделения фракции ЗаПЧЕЛ в Сейме работал во фракции Партии народного согласия.
Весной 2004 года вместе с группой депутатов вышел из фракции ПНС во фракцию руководимой Айнаром Шлесерсом Латвийской Первой партии. Был назначен парламентским секретарём Министерства внутренних дел. Сохранил эту должность при следующем созыве Сейма.
В 2006 году баллотировался в IX Cейм по списку Латвийской первой партии/Латвийского пути и не набрал голосов для избрания, однако после назначения Айнара Шлесерса министром сообщения занял его место в парламенте.
В 2009 году был избран депутатом Рижской думы по списку ЛПП/ЛЦ, в дальнейшем несколько раз переизбирался.
После неудачи своей партии на парламентских выборах и её ликвидации в 2012 году был в числе учредителей созданной его бывшим однопартийцем Андрисом Америксом новой партии «Честь служить Риге» (ЧСР) и в 2013 году был избран в Рижскую думу по её списку, а в 2017 году — по объединённому списку партии «Согласие» и ЧСР.
30 мая 2019 года, после отстранения мэра Нила Ушакова от должности, а затем избрания Ушакова в Европарламент и ухода с поста мэра, был избран на его место как единственный кандидат. Однако позднее на том же заседании Рижской думы её фракционный состав изменился, и правящая коалиция утратила большинство; в результате уже 20 июня новому мэру был вынесен вотум недоверия, и Турлайс потерял свою должность.
В 2020 году на внеочередных выборах в Рижскую думу, был избран от партии «Честь служить Риге!». В 2025 году также баллотировался в Рижскую думу, от той же партии, но их партия не преодолела 5-процентный барьер.

## Семья
Вторая супруга — Надежда Турла. Имя его первой жены неизвестно. У него есть сын Гинтс (род. 1975) и дочь Дайна (род. 1993).

## Награды
- Орден Красной Звезды
- Орден Дружбы народов
- Орден Виестура (2005)